# Hidas Antal
Hidas Antal (eredeti nevén Spitzer Gyula, 1916-tól Szántó Gyula; oroszul Антал Гидаш vagy Анатолий Гидаш; Gödöllő, 1899. december 18. – Budapest, 1980. január 22.) oroszul is alkotó magyar író, költő, műfordító. A második világháború előtti agitatív kommunista költészet, s az 1945 utáni szocialista realista irodalom jeles alakja.

## Élete
Spitzer Ferenc (1871–1945) és Deutsch Berta (1873–1945) fia. Sokgyermekes családban született, apja cipészmester volt. Korán jelentkező forradalmi nézetei, és Ady-versek szavalása miatt a gimnáziumból kirúgták, ezt követően rövid ideig gyári munkásként és újságárusként dolgozott. 1919-ben publikálta első, forradalmi-kommunista költeményeit Kovács Péter és Csont Ádám álneveken, először az Új Utak című lapban. A Tanácsköztársaság alatt a Munkás Egyetem hallgatója volt, majd a kommün bukása után, 1920-ban Csehszlovákiába emigrált későbbi feleségével, Szántó Judittal együtt. 1922. október 1-jén Kassán házasodtak össze. Már vagy a házasságkötésük előtt, 1921-ben vagy utána, 1923-ban született meg a lányuk, Szántó Éva nyelvész, a nyelvtudomány kandidátusa.
Hidas itt csatlakozott a kommunista mozgalomhoz és az illegális Kommunisták Magyarországi Pártja (KMP) tagja lett.
1924-ben a feleségével együtt tértek haza, de 1924 júniusában már különéltek egymástól, a hivatalos válást 1925. március 10-én mondták ki. Évát Hidas Antal szülei vették magukhoz.

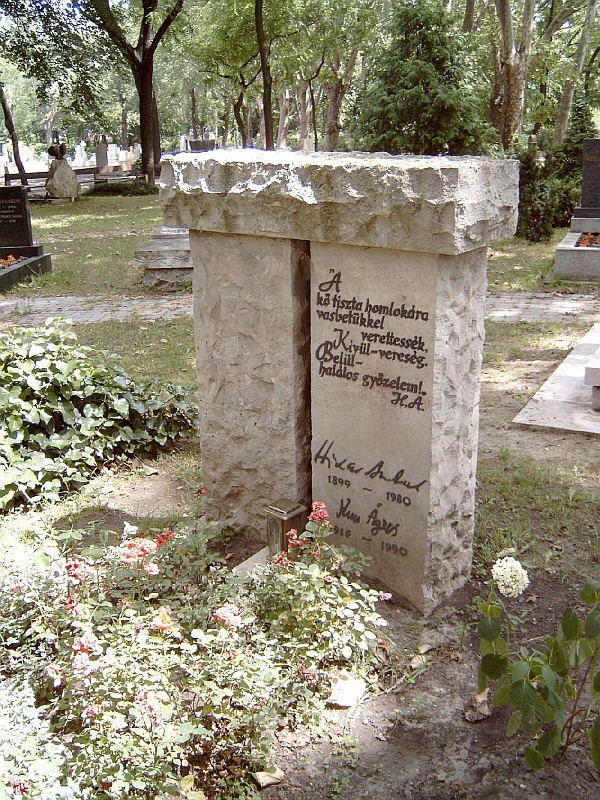
Sírja a budapesti Fiumei úti sírkertben (42/1)

Korábban ugyan szoros kapcsolatban állt Kassák Lajos avantgárd körével, eddigre már kizárólagosan a realizmus formanyelvét érezte magáénak. Ekkor jelent meg első verseskötete Bécsben, a KMP gondozásában Az ellenforradalom földjén címen. A várható letartóztatás elől menekülve Bécsen és Berlinen keresztül Moszkvába távozott. Itt feleségül vette Kun Béla leányát, Kun Ágnes műfordítót. A Sarló és Kalapács című almanach egyik főmunkatársa volt, de a bécsi Új Március, a kassai Munkás és a New York-i Új Előre című folyóiratokban is publikált. 1926–1936 között a Moszkvában alakult Magyar Forradalmi Írók és Művészek Szövetségének egyik vezetője, 1929–1935 között pedig a Forradalmi Írók Nemzetközi Tanácsának tagja volt. 1926-tól a magyar mellett oroszul is írt, versei szerzőségi jelölés nélkül kerültek haza Magyarországra, s mozgalmi dalokká váltak (Vörös Csepel, A harcban nem szabad megállni). 1938-ban a koncepciós perek során őt is elítélték, 1944-ben szabadult, de csak 1959-ben térhetett haza Magyarországra. Leánya, Éva a hazaérkezésük után, 1965-ben önkezével vetett véget életének.
Hazatértét követően a magyar–orosz irodalmi kapcsolatok ápolására fordította idejét, s mindkét nyelvre fordított lírai költeményeket, versesköteteket, elbeszéléseket. Neki köszönhető, hogy teljes vagy válogatott Arany-, Petőfi-, Ady-, Móricz-, Radnóti- és Illyés-kiadások jelenhettek meg orosz nyelven. Már a Szovjetunióban, 1929-ben hozzáfogott az első világháborúról és az azt követő forradalmakról tervezett, egyben a magyar munkásmozgalom korai történetét is megörökítő regénytrilógiája első darabjának, a Ficzek úr című regénynek, amely először oroszul jelent meg 1936-ban (Господин Фицек). Mivel az eredeti kézirat elveszett, magyarul csak az orosz kiadás lefordításával 1966-ban adták ki, később, mint a trilógia másik két darabját (Márton és barátai, 1958; Más muzsika kell…, 1963).

## Díjai
- Kossuth-díj (1962)
- Népek Barátsága Érdemérem (1979)

## Főbb művei
Verseskötetei
- Az ellenforradalom földjén, Bécs, 1925
- Folyik a pör…, Moszkva, Centrizdat, 1930
- Венгрия ликует, Москва-Ленинград, «Земля и фабрика», 1930
- A gyarmatok kiáltanak, Moszkva, A Szovjetunióban Élő Külföldi Munkások Kiadóvállalata, 1933
- Работы и хлеба, Москва, Молодая гвардия, 1933
- Земля движется, Москва, Товарищество писателей, 1934
- Néném kertje, Budapest, Zrínyi, 1958
- Jázmin utca, Budapest, Szépirodalmi, 1960
- Megtalálnak, Budapest, Magvető, 1964
- Vágyódunk utánad, Budapest, Magvető, 1968
- Villanások és villongások, Budapest, Magvető, 1970
- Hold iramlott, nap sütött, Budapest, Szépirodalmi, 1972
- Egy erős topolya, Budapest, Magvető, 1974
- Cseresznyefák, Budapest, Szépirodalmi, 1978
- Mi lesz holnap?, Budapest, Szépirodalmi, 1979
- Nagy hegyeknek ormán, Budapest, Kozmosz Könyvek, 1979
- Esik a hó, Budapest, Szépirodalmi, 1981
- Visszatérek, Budapest, Szépirodalmi, 1983

Regényei, elbeszélései
- Márton és barátai, Budapest, Szépirodalmi, 1959
- Más muzsika kell…, Budapest, Szépirodalmi, 1963
- Ficzek úr, ford. Makai Imre, Budapest, Szépirodalmi, 1966
- A Városligettől a Csendesóceánig, Budapest, Szépirodalmi, 1968

Visszaemlékezései
- Világotjárt sorok, Budapest, Magvető, 1973
- Szólok az időhöz, Budapest, Magvető, 1979

Fontosabb műfordításai
- Шандор Петефи, Избранные стихи, Москва, Правда, 1946
- Szovjetirodalom: Válogatott novellák, regényrészletek, versek, Kijiv, Uzsgorod, Ucspedvid, 1950
- Szamuil Marsak, A kis egér, Budapest, Irodany., 1950
- Венгерские народные сказки, Москва, Гослитиздат, 1952
- Антология венгерской поезии, Москва, Гослитиздат, 1952
- A szovjet költészet antológiája, Budapest, Új Magyar, 1952
- Жигмонд Мориц, Рассказы, Москва, Гослитиздат, 1954
- Геза Гардони, Звезды Эгера, Москва, Детгиз, 1955
- Tengerektől – tengerekig: Műfordítások, Budapest, Szépirodalmi, 1960
- Янош Арань, Избранное, Москва, Гослитиздат, 1960
- Alekszandr Puskin válogatott költői művei, Budapest, Európa, 1964
- Felhők kiáltanak, Budapest, Magvető, 1976